# 贾斯丹
贾斯丹（Jasdan），是印度古吉拉特邦Rajkot县的一个城镇。总人口39041（2001年）。

## 人口
该地2001年总人口39041人，其中男性20426人，女性18615人；0—6岁人口5897人，其中男3201人，女2696人；识字率67.05%，其中男性为73.88%，女性为59.56%。